# Tremissis

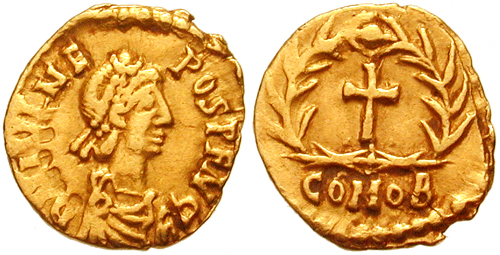
Tremissis des letzten weströmischen Kaisers Julius Nepos (etwa 474–475)

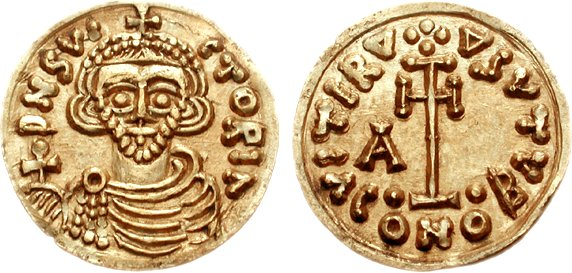
Tremissis des langobardischen Herzogs von Benevent Arichis II. (zwischen 758 und 787)

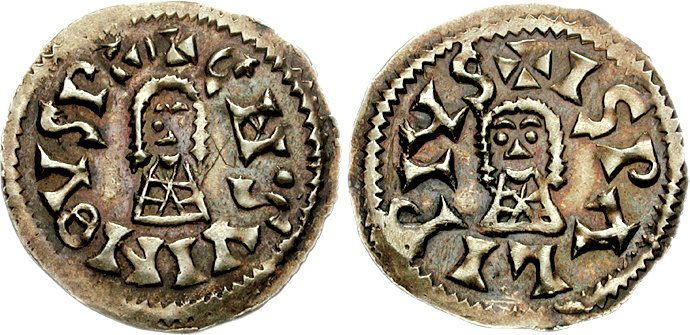
Tremissis des Westgotenkönigs Chindaswinth (642–653)

Der Tremissis (Plural: Tremisses) ist eine spätantike Goldmünze des Römischen Reiches und seiner nachfolgenden Reiche. Der Tremissis war die Drittelmünze (daher der Name) der Standardgoldmünze Solidus und bestand zunächst aus 1,51 Gramm reinem Gold (entsprechend 24 Karat). Diese Münze war insbesondere im 5. und 6. Jahrhundert in ganz Europa und im Mittelmeerraum verbreitet und dürfte zu der Zeit die häufigste Münze gewesen sein. Ein Tremissis entsprach dem Wert von vier Saigen oder von zwölf Denaren.

## Römisches Reich
Der Tremissis wurde durch Kaiser Valentinian I. in den Jahren 364–375 eingeführt; Prägungen sind ab dem Jahr 383 (eventuell auch erst 384) durch Kaiser Magnus Maximus (383–388) erstmals belegt. Ab Beginn des 5. Jahrhunderts wurde der Tremissis durch die kaiserlichen Münzstätten in großen Mengen ausgegeben und etablierte sich als gängigste Münze. Während der ganzen Zeit blieb der Goldgehalt der Münze und damit auch der Wert der Münze konstant.

## Oströmisches Reich / Byzanz
Nach dem Zerfall des weströmischen Reiches im Jahre 476 übernahmen die oströmischen Kaiser die Führung im Münzwesen und produzierten in ihren Münzstätten auch mit neu geschürftem Gold weiterhin Tremisses, passten diese aber ab Kaiser Justin I. (Regierungszeit 518–527) im Design mehr und mehr durch das Ersetzen kaiserlicher Symbole durch christliche Symbole der fortschreitenden Christianisierung an. Durch beständige Instabilität ihres Münzsystems und aus Geldknappheit wurden ab der Regierungszeit des Kaisers Justinian I. (in den Jahren 527–565) auch Tremisses geprägt, die ein Karat leichter waren (damit nur aus 1,45 Gramm reinem Gold bestanden) und entsprechend gekennzeichnet waren. Ab 580 kam es zu einer generellen Umstellung der Münzgewichte, der Tremissis bestand nun nur noch aus 20 Karat Gold (1,26 Gramm reines Gold), gefolgt von einer schleichenden Verringerung des Goldgehaltes. Dadurch verlor der Tremissis seine Wertstabilität, wurde aber noch bis zum 9. Jahrhundert geprägt. Die letzte Prägung eines Tremissis in Konstantinopel erfolgte unter Kaiser Michael I. (811 bis 813) und in Syrakus unter Kaiser Basileios I. (867 bis 886).

## Pseudo-Imperial
Nach dem Untergang des Weströmischen Reiches übernahmen die Könige der nachfolgenden Reiche (etwa die Merowinger, Vandalen, Ostgoten, Westgoten, Burgunder, Langobarden und die Angelsachsen) das römische Münzsystem in ihren Reichen. So entstanden Tremissisprägungen nach byzantinischem Vorbild, bei denen das byzantinische Designs der Darstellung der Kaiser kopiert wurden. Diese Münzen werden als pseudo-imperial bezeichnet; das Gold der Münzen kam aus den bestehenden Goldreserven, es wurde kein neues Gold mehr geschürft. Die Merowinger verzichteten dabei auf die gesonderte Kennzeichnung der Münzen, während die anderen Königreiche diese Münzen kennzeichneten. Einzelne Könige (etwa Theudebert I.) begannen, auch Tremisses mit eigenem Konterfei prägen zu lassen, dieses setzte sich jedoch nicht durch. Der Tremissis bestand als universale Münze im gesamten ehemaligen römischen Reichsgebiet fort.
In diesen Herrschaftsbereichen sind keine Prägungen leichter Tremisses wie in Byzanz bekannt. Dennoch folgten die verbliebenen Reiche der Münzwertverringerung aus Byzanz ab dem Jahr 580; auch beginnen die Merowinger in ihrem Herrschaftsbereich, Tremisses durch Münzmeister und klar als von solchen produziert gekennzeichnet in Umlauf zu bringen. Parallel zu den Verschlechterungen in Byzanz sank der Goldgehalt in den Münzen im 7. Jahrhundert, so dass der Tremissis auch hier an Wert verlor. Ab dem Jahr 660 wird der Tremissis wie auch der Solidus durch eine Silberwährung ersetzt.

## Benennung
In der Numismatik wird der Tremissis oft als Triens bezeichnet. Der Triens ist jedoch eine republikanische römische Münze und hat keinerlei Verbindung zum Tremissis. Im in den Zehn Büchern zur Geschichte der Franken von Gregor von Tours verwendeten Latein wird der Tremissis auch als „treantes“ (plur.) bezeichnet.